# Коровин, Константин Алексеевич
Константи́н Алексе́евич Коро́вин (5 декабря 1861, Москва — 11 сентября 1939[…], Париж) — русский живописец, последователь французских импрессионистов, один из наиболее известных московских художников Серебряного века, педагог и писатель; младший брат жанриста Сергея Коровина. Академик Императорской Академии художеств (с 1905). Главный декоратор и художник московских театров (в 1910—1922).

## Биография
Родился в Москве, на Большой Рогожской улице, близ Покровского монастыря. Он происходил из состоятельной купеческой семьи. Дед — купец первой гильдии Михаил Емельянович Коровин.
В отрочестве после банкротства отца переехал в Большие Мытищи, именно там начал заниматься рисованием.
В тринадцать лет Константин поступил на архитектурное отделение Московского училища живописи, ваяния и зодчества, через год перешёл на отделение живописи. Учился у Алексея Саврасова, Василия Поленова и Василия Перова.
Для завершения образования Коровин поехал в Санкт-Петербург и поступил в Императорскую Академию художеств, но через три месяца ушёл, разочаровавшись в академическом методе преподавания искусства.
В 1887, 1892 и 1893 годах Константин Коровин посещал Париж, где на него большое впечатление произвела живопись французских импрессионистов. Вместе с другом, художником Валентином Серовым, Коровин дважды (в 1894 и 1897 годах) совершил путешествие на Север, посетив Мурманск, северную Норвегию, шведскую Лапландию. Результатом поездки стали пейзажи «Гавань в Норвегии» (1894, ГТГ), «Ручей святого Трифона в Печенге. Лапландия» (1894, ГТГ), «Геммерфест. Северное сияние», «Мурманский берег» (1894, ГТГ), «Архангельский порт на Двине» (1894, Тульский областной художественный музей). В 1895 году Коровин повторил путешествие, но уже с Н. А. Праховым и художником Н. В. Досекиным, а в 1898 году — с Н. А. Клодтом (для подготовки к Всемирной выставке 1900 года в Париже).
В 1896 году Константин Коровин оформил павильон «Крайний Север», построенный по его проекту для Всероссийской выставки в Нижнем Новгороде.
Коровин участвовал в художественном оформлении российской экспозиции на Всемирной выставке в Париже (1900), где он выступил как архитектор (спроектировал здание Кустарного отдела) и как автор экспозиции, при этом выполнил 31 декоративное панно (хранятся в ГРМ, Санкт-Петербург). Удостоен двух золотых и семи серебряных медалей выставки, ордена Святого Станислава 3-й степени и ордена Почётного легиона.
Значительное место в творчестве Коровина занимал Париж. Написанные им городские пейзажи созданы под значительным влиянием картин французских импрессионистов. Коровину удалось передать жизнь французской столицы в часы утреннего пробуждения, но более всего вечером, в сиянии огней на улицах и бульварах («Париж. Бульвар Капуцинов», 1902, 1906 и 1911; «Париж утром», 1906. Все — ГТГ).
В Париже Коровин увлёкся символизмом и, вернувшись в Россию, посещал лекции художника-эстета Модеста Дурнова, общался с поэтом Константином Бальмонтом. В эти годы он написал картины «Северная идиллия» (1892, ГТГ) и «Муза» (1890-е, ГТГ).
Во время Первой мировой войны Константин Коровин работал консультантом по маскировке в штабе русской армии.
На протяжении десятилетий Коровин участвовал в выставках художников разных направлений и объединений — передвижников, «Мира искусства», «Союза 36», Союза русских художников.
С 1901 года Константин Коровин и Валентин Серов преподавали в Московском училище живописи, ваяния и зодчества. Среди его учеников были известные впоследствии художники: А. М. Герасимов, Н. П. Крымов, А. В. Куприн, И. И. Машков, С. Г. Никифоров, М. С. Сарьян, Л. В. Туржанский, Р. Р. Фальк, сценограф Сергей Николаев, будущий педагог, писатель и краевед Сергей Волков.
В 1902 году Коровин приобрёл у Саввы Мамонтова участок земли и построил дом в деревне Охотино (Переславский район Ярославской области). Чуть позже часть земли, так называемую Ратухинскую пустошь, у него выкупил Фёдор Шаляпин и по проекту Коровина также построил себе дом.
В воспоминаниях одного из его учеников, Николая Чернышёва, есть несколько эпизодов, которые дают представление о мировоззрении художника. Очень характерны слова, сказанные Коровиным Чернышёву в 1903 году во время болезни:
По-прежнему лёжа в постели, Константин Алексеевич взял мой эскиз, поставил его себе на живот и начал говорить. 
 «Прежде всего надо избегать литературности в живописи», — были его первые слова. Однако он нашёл в нём (эскизе) много сердечности, поэзии, «Сколько любви!» — восклицал он. 
 Я волновался, что утомляю больного, а он рассказывал о своей молодости, как трудно им жилось… Случалось, что они голодали, но упорно работали. 
 «Деньги — г…., — не раз ввёртывал он крепкое словцо. — Никогда не думайте о деньгах. Они сами к вам придут… Пишите больше вот, что здесь, на улице, у вас перед глазами, — говорил он, указывая на окно и обводя взглядом комнату. — Живите в своей комнате, окружённый красками, акварелью, пастелью. …Всем пишите, пробуйте себя во всём. Больше ешьте, будьте здоровым, весёлым, но всё для искусства. Лучше жить в норе и, терпя всякие лишения, наслаждаться своим искусством…  
 Знайте Веру, Надежду и Любовь, и во всех лишениях помните эти три.  
 Если одну из них забыл — погиб».
Значительное место в творчестве Коровина занимает Крым, где в Гурзуфе художник построил по своему проекту дачу. Двухэтажная вилла была построена на месте бывшей харчевни и своими чёткими геометрическими формами свидетельствовала о наступлении эпохи конструктивизма в архитектуре. На протяжении 1910—1917 годов художник подолгу жил на гурзуфской даче. Особенно после несчастья с сыном, когда Коровин надолго уехал в Гурзуф (в 1913 году сын художника попал под трамвай и лишился стопы). Здесь художник много и плодотворно работал. В работах, залитых солнечным светом, он часто изображал достаточно большое пространство, словно стараясь утвердить живительную силу лучей, несущих с собой тепло — этот источник благодати и красоты.
Название своей даче Коровин дал несколько необычное для Крыма — «Саламбо», в память об удачно оконченной работе над декорациями к балету А. Ф. Арендса «Саламбо» по одноимённому роману Г. Флобера. На даче «Саламбо» бывали И. Е. Репин, В. И. Суриков, А. М. Горький, А. И. Куприн, Д. Н. Мамин-Сибиряк, Ф. И. Шаляпин. Хозяин дачи «Саламбо» писал в своих картинах розы, которые было видно из окон на фоне моря. Сегодня любой приезжающий в Гурзуф курортник в мае обязательно обратит внимание на великолепные жёлтые розы, оплетающие арку входа в Дом творчества Художественного фонда, как теперь именуется бывшая дача. Другая такая же роза находится во дворе, внутри.
После революции 1917 года Коровин больше в Гурзуф не приезжал. В советское время дача использовалась как база отдыха, и с 1947 года стала Домом творчества Художественного фонда. Сегодня Дом творчества художников имени К. А. Коровина состоит из двух корпусов. Один из этих корпусов — бывшая дача художника Коровина, в Российской Федерации — объект культурного наследия.
После Октябрьской революции в России Коровин активно занимался вопросами сохранения памятников искусства, организовал аукционы и выставки в пользу освободившихся политзаключённых, продолжал сотрудничать с театрами. С 1918 года художник жил в имении Островно Вышневолоцкого уезда Тверской губернии, преподавал в свободных государственных художественных мастерских на даче «Чайка».
В 1922 году художник по совету Анатолия Луначарского выехал за границу и поселился во Франции.
Наряду с даром живописца, Константин Алексеевич обладал и незаурядным литературным талантом. Когда ухудшение зрения вынудило полностью отказаться от изобразительного искусства, художник продолжал писать рассказы. Написал более четырёхсот рассказов, которые публиковал в эмигрантских парижских изданиях: «Россия и славянство», «Иллюстрированная Россия» и «Возрождение».
Скоропостижно скончался на одной из улиц Парижа от сердечного приступа 11 сентября 1939 года; похоронен на Бийанкурском кладбище. В марте 1950 года на средства, собранные русскими парижанами, останки Коровина и его жены перенесены на православное кладбище в Сент-Женевьев-де Буа.

## Работа в театрах
Изготавливать костюмы и декорации для театра Константин Коровин начал ещё в 1884 году, сотрудничая с оперой Мамонтова. В 1885 году художник под руководством Поленова написал декорации для «Аиды». Самостоятельно Коровин сделал декорации для «Кармен» Ж. Бизе и «Лакме» Делиба.
В 1900-х годах художник также активно работал в театре, создавая эскизы костюмов и декорации к драматическим постановкам, операм и балетам. Впервые имя Коровина на афише государственного театра появилось в 1900 году, когда художник изготовил декорации для оперы «Русалка» А. С. Даргомыжского. В частности, он оформил спектакли «Фауст» (1899), «Конёк-горбунок» (1901), «Садко» (1906), «Золотой петушок» (1909). В 1904 году Коровин вместе с А. Васнецовым, А. Головиным и Ф. Лавдовским оформил «Жизнь за царя» М. И. Глинки. Константин Коровин работал над оформлением спектаклей Большого театра, Мариинского театра и театра Ла Скала в Милане.
Многие эскизы выполнялись другими художниками, при этом автором идей и образов был Коровин. Константин Коровин и Александр Головин внесли в работу Большого театра принципиальное изменение: появился главный художник постановки, работающий в соавторстве с режиссёром или балетмейстером. Творческим партнёром Коровина в постановках Большого театра стал балетмейстер А. А. Горский. Коровин предложил заменить корсеты балерин на более свободную одежду — туники. Впоследствии изменился и язык хореографии. Поменялось значение декорации, которая ранее была просто фоном, а стала полноценным объектом спектакля. В некоторых постановках, в частности, в опере «Богема» Пуччини, поставленной Л. Собиновым, декорация даже затмила работу актёров. Коровин считал работу над декорациями таким же «чистым искусством», как и живопись, демонстрирующуюся на выставках, о чём он сообщил Поленову в переписке.

## Галерея
- «Гавань в Норвегии». 1894. Дерево, масло. Третьяковская галерея, Москва
- «Северная идиллия». 1886. Холст, масло. Третьяковская галерея, Москва
- «Бумажные фонарики». 1898. Холст, масло. Третьяковская галерея, Москва
- «Девушка с гитарой». 1914. Холст, масло. Ивановский областной художественный музей, Иваново
- «Бульвар Монмартр ночью». 1922. Холст, масло. Музей Карла Эрнста Остхауса, Хаген, Германия
- «Ресторан». 1922. Холст, масло. Музей Карла Эрнста Остхауса, Хаген, Германия
- «На балконе. Испанки Леонора и Ампара». 1888. Холст, масло. Третьяковская галерея, Москва
- Портрет Т. С. Любатович. 1880. Холст, масло. Государственный Русский музей, Санкт-Петербург
- «Набережная в Крыму». 1913. Холст, масло. Третьяковская галерея, Москва
- «Гурзуф». 1914
- «Гурзуф». 1916
- «Вера Фокина». Холст, масло. Частное собрание
- Портрет Ф. И. Шаляпина. 1911. Холст, масло. Государственный Русский музей, Санкт-Петербург
- Портрет Ф. И. Шаляпина. 1921. Холст, масло. Мемориальный музей Ф. И. Шаляпина, Москва

## Оценки творчества
Коровин первым в русском искусстве стал писать картины целиком на пленэре в свободной, импрессионистической технике. Он хорошо знал западноевропейское искусство и «соединил французский импрессионизм с широтой „пейзажа русской души“. Живопись Коровина подкупает свободой, она более артистична и непосредственна, чем научный метод французов, опирающийся на многовековую национальную живописную культуру, но онa и более поверхностна».
Однако, безусловно, русский импрессионизм оказал значительное влияние на русское искусство того времени. А. Н. Бенуа писал в 1902 году: «Все у нас ещё были так далеки от требований чисто живописных красочных впечатлений… То, что мерещилось Куинджи, то далось Коровину». И хотя Коровин «иногда раздражает нарочитой бойкостью техники… и некоторой поверхностностью… это искание красоты будило в нас горячий энтузиазм. Какая радость красок! Какой темперамент… и чисто красочный. Это был наш первый импрессионист… Перед картинами Коровина мы, юноши, стояли и испытывали впервые упоение от живописи, от чистой живописи».
И. Э. Грабарь назвал Коровина «гурманом живописи». Б. В. Асафьев отмечал, что, сознавая поверхностность живописного восприятия действительности художником, нельзя отделаться от эффекта образной убедительности его картин. Про коровинский этюд вечернего парижского бульвара Асафьев сказал: «Художник не Париж делает объектом изображения, а своё ощущение делает Парижем».
Искусство братьев Коровиных, противостоит друг другу: серьёзное передвижничество Сергея и декоративное буйство Константина Коровина — это как был олицетворение двух эпох русской живописи. Художник А. Я. Головин в шутку заметил: «Сергею Коровину было что сказать, но не хватало живописной силы, а Константину нечего было сказать, но таланта у него было на троих».
Константин Коровин дружил с Валентином Серовым, они работали вместе на даче С. И. Мамонтова в Абрамцево под Москвой. Их многое объединяло в отношении к живописи. Остроумный С. И. Мамонтов не случайно, конечно, в шутку, прозвал их «Коров и Серовин».

## Ученики
Константин Коровин преподавал живопись в Московском Училище живописи, ваяния и зодчества. Среди его учеников наиболее известны:
- Волков, Сергей Петрович
- Герасимов, Александр Михайлович
- Герасимов, Сергей Васильевич
- Иогансон, Борис Владимирович
- Коровин, Алексей Константинович
- Куприн, Александр Васильевич
- Машков, Илья Иванович
- Николаев, Сергей Филиппович
- Сарьян, Мартирос Сергеевич
- Судейкин, Сергей Юрьевич
- Туржанский, Леонард Викторович
- Фальк, Роберт Рафаилович
- Федоровский, Фёдор Фёдорович
- Шведов, Алексей Павлович

## Литературные труды
- Коровин К. А. Шаляпин. Встречи и совместная жизнь. — Книгоиздательство «Возрождение» — «LA RENAISSANCE». — 73, avenue des Champs-Elysees, Paris, 1939. — 214 р.
- Коровин К. А. Шаляпин. Встречи и совместная жизнь. — Издание 2-е. — М.: Московский рабочий, 1993. — 222 с.
- Коровин К. А. К мысу Доброй Надежды: из воспоминаний детства : рассказы с рис. / Константин Коровин; [художники Екатерина Комракова, Тарас Бочаров]. — М.: Изд-во сестричества во имя свт. Игнатия Ставроп. [и др.], 2005 (Тип. АО Мол. гвардия). — 190, [1] с.: ил. — (Рассказы из старинной жизни)
- Коровин К. А. «То было давно… там… в России…»: Воспоминания, рассказы, письма: В 2-х кн. Сост., вступ. ст. Т. С. Ермолаевой, прим. Т. С. Ермолаевой и Т. В. Есиной. — 4-е изд. — М.: Русский путь, 2016. — 752+848 с.+32 с. илл. — ISBN 978-5-85887-409-6

## Семья
- Коровин, Сергей Алексеевич — брат.
- Фидлер, Анна Яковлевна — жена.
- Коровин, Алексей Константинович (1897—1950) — сын, художник.
- Комаровская, Надежда Ивановна — гражданская жена

## В филателии
|  |  |

В 2021 году Почта России выпустила квартблок, частью которого была марка, на которой изображена картина «Кремль. Этюд».